# Literatura en calmuco

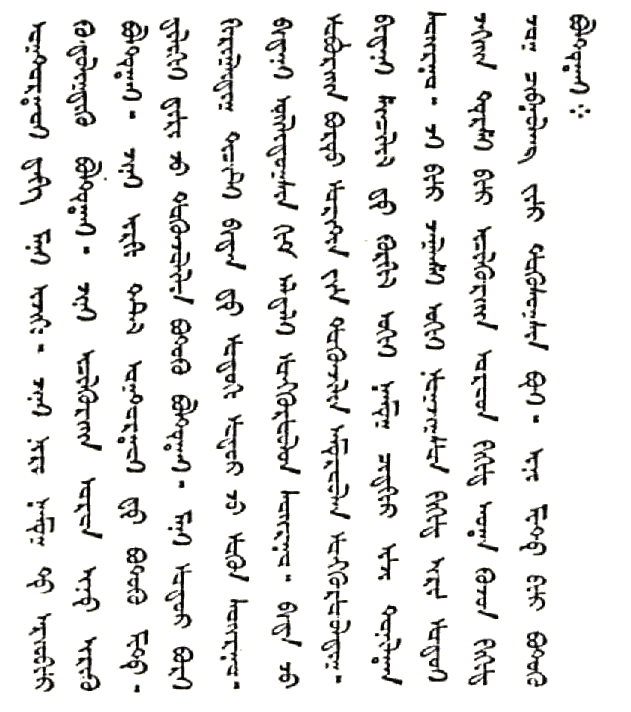
Padre nuestro escrito en calmuco en escritura todo bichig (ha. 1870).

La literatura en calmuco es la literatura realizada en calmuco en Kalmukia, una república de la Federación Rusa.
Con respecto a su tradición oral, con historias, leyendas, dichos y proverbios, iorels (buenos deseos), magtals (panegíricos), kharals (sortilegios) y cuentos, todos ellos cantados por los dzhangarchi (historiadores) y tulchis. En el siglo XV se compuso su canto épico, el Dzhangar calificado hoy de «monumento de la literatura mundial», de aire poético.
En 1648 el intelectual calmuco Zaya Pandit (1599-1662) creó un sistema de escritura nuevo, el todo bichig (escritura clara), habiénsose empleado anteriormente el sistema común a los mongoles, con quienes tenían una literatura común. Más tarde aparecerán nuevas obras como La luz de la luna (siglo XVII), Una historia sobre los Derben-oirats (1739) de Gaban Sharab y Viaje al Tibet (1794), entre otras.
Durante el siglo XIX destacó el autor de versos libres Ontxkhan Dzhirgal, que canta contra los invasors extranjeros y los opresores nativos. A la vez, aparecen los primeros estudios occidentales sobre la lengua y la literatura calmucas, como Grammatika kalmyckago jazyka (Gramática de la lengua calmuca, 1847) publicada por Popov en Kazán, Handwört ... Kalmuckischen sprache (1853) de H. A. Zwick, Grammatika mongolsko-kalmyckago jazyka (1849) de A. Bobordnikov en Kazán, y la Kalmycko-russkij slovar (1911) de Podznejev. En 1864 se publicó en San Petersburgo la versión rusa del Dzhangar y en 1866 la compilación de cuentos Siddi-jurt. El siguiente autor importante fue Boovan Badma (1880-1917) con el poema narrativo El placer del rumor (1916) quien criticaba los vicios de los religiosos lamaistas.
Con la sovietitzación, aparecieron numerosos autores como Kh. Kanurov (1883-1933) y N. Mandzhiev (1905-1936), autor de la crónica novelada El hijo de Mudresh (1925), que se consideran los fundadores de la literatura calmuca soviética. La tarea fue continuada por Sandzhi Kaliajev (1905); Aksen Susejev (1905) con La estepa nativa (1941); Khasyr Sian-Belgin (1909) con La estepa insurgente (1968) y las traducciones de Shevshenko y Gorkij al calmuco; Anton Amur-Sanan (1888-1939) con las novelas Aramzal (1932) y A las estepes (1935) historia de la lucha por el comunismo en la república; B. Basangov (1911-1944) con La verdad de los años pasados (1930) y Bulgun (1934); G. Davan (1913-1937), Ts. Lezhinov (1910-1942) y Konstantin Erendzhenov (1912).
En los años 30 y 40 destacaron L. Indzhiev (1913), N. Narmaev (1915), E. Kektejev (1918-1965), B. Dordzhiev (1918-1969), B. Dzhimbinov (1914), Badma Erdniev (1906-1979), autor de Siaiakala (1941); D. Kugultinov (1922), I. Matsakov (1907), P. Dzhileev (1913-1940), el dzhaigarchi M. Mukebenov (1878-1944), A. Balakaev (1928) y D. Xavaleev (1884-1959).
Durante los años 50 se inauguró una nueva etapa en la literatura calmuca, con temática centrada en el heroísmo, el trabajo y los problemas éticos. En torno a la revista Teegin Gerl (Luz de las estepas) aparecieron nuevos autores como B. Sangadzhieva (1921), M. Khoninov (1919), A. Badmajev (1924); A. Dzhimbiev (1924), T. Bembejev (1930) y David Kulgutinov (1922) con Sar-gerel (1963).
- Datos: Q9022967